# Venâncio Aires (kommun)
Venâncio Aires är en kommun i Brasilien.   Den ligger i delstaten Rio Grande do Sul, i den södra delen av landet, 1 600 km söder om huvudstaden Brasília. Antalet invånare är 65 964.
Följande samhällen finns i Venâncio Aires:
- Venâncio Aires

Omgivningarna runt Venâncio Aires är en mosaik av jordbruksmark och naturlig växtlighet. Runt Venâncio Aires är det ganska tätbefolkat, med 58 invånare per kvadratkilometer.